# 井上亜樹子
井上 亜樹子（いのうえ あきこ、9月19日 - ）は、日本の脚本家、小説家。鐘弘 亜樹（かねひろ あき）の名義でも活動している。東京都出身。

## 経歴
子供のころから小説家を目指し、文字が書けるようになった小学1年生から唯一の趣味として自作小説を書いていた。
専修大学文学部では小林恭二のゼミで勉強して就職先は出版社を検討していたが、考えが変わって父に見せた自分の短編小説で好反応を得た後、大学在学中の2013年に「鐘弘亜樹」名義で『小説 仮面ライダーディケイド 門矢士の世界〜レンズの中の箱庭〜』の仕事を受け、作家デビュー（原作となるテレビシリーズでは敏樹が脚本として参加、小説版では監修担当）。
小説版『ディケイド』のとき、小説版『ふたりはプリキュア』の話を貰ったことがきっかけで、『魔法つかいプリキュア!』に脚本として参加し、脚本家デビュー。
2024年には『仮面ライダーガッチャード』の第19話「りんねの夜明け！変身・マジェード！」で仮面ライダーシリーズのテレビシリーズに初参加し、祖父・父と同じく特撮作品に初めて脚本家として関わる。
2025年には『ナンバーワン戦隊ゴジュウジャー』でスーパー戦隊シリーズ初参加かつ特撮作品で初めてメインライターを務める。

## 人物・エピソード
祖父は同じく脚本家の伊上勝、父も同じく脚本家の井上敏樹という脚本家一家である。
2018年の敏樹へのインタビューでは「父の敏樹が『井上敏樹の娘だ』といじめられると思っていたためペンネームを使用していたが、実際は得することが多かったため、家族関係を公言するようになった」と書かれていたが、後年の自身のインタビューで井上亜樹子本人がこれを事実ではないと否定しており、プロ作家になった際のサインやペンネームに憧れていただけであり、本名に戻した理由も含めて、ネットに書かれているようなことはないという。
ジャンプ作品が好きで担当する作品も比較的王道な物が多いが、本人はどちらかというとシュールなものや意外性のあるものの方が得意。

## 作品

### 小説

#### フェアリーフェンサー エフ
すべて鐘弘亜樹名義。
- フェアリーフェンサー エフ外伝「闇に咲く花」（2013年10月 フェアリーフェンサー エフ リミテッドエディション特典）[6]
- フェアリーフェンサー エフ 〜砂塵のマントを纏う者たち〜（2014年8月 桜ノ杜ぶんこ）
- フェアリーフェンサー エフ ADVENT DARK FORCE「魔神編・エフォールの空」（2015年11月 フェアリーフェンサー エフ ADVENT DARK FORCE リミテッドエディション特典）[7]

#### ふたりはプリキュア
- 小説 ふたりはプリキュア（2015年9月 講談社キャラクター文庫 / 2023年2月 講談社【新装版】） - 鐘弘亜樹名義[8]
- 小説 ふたりはプリキュア マックスハート（2017年10月 講談社キャラクター文庫 / 2023年2月 講談社【新装版】）[9]

#### すずのまたたびデイズ
原作：トロル、絵：雛川まつり。『おしりたんてい』のスピンオフ。
- すずのまたたびデイズ はちゃめちゃパティシエしゅぎょう（2022年6月 ポプラ社）
- すずのまたたびデイズ テレビ局で事件発生!?（2022年12月 ポプラ社）
- すずのまたたびデイズ おやしきに ひそむ おばけ!?（2023年7月 ポプラ社）
- すずのまたたびデイズ 消えた推しをさがせ！（2024年10月、ポプラ社）

#### その他の小説
- 小説 仮面ライダーディケイド 門矢士の世界〜レンズの中の箱庭〜（2013年4月 講談社キャラクター文庫） - 鐘弘亜樹名義、監修：井上敏樹[10]
- コンクリート・レボルティオ 超人幻想 星野輝子のキケンなお見合い！（2016年4月 講談社ラノベ文庫） - 鐘弘亜樹名義、原作：BONES・會川昇[11]
- 小説 ゲゲゲの鬼太郎 〜蒼の刻〜（2019年5月 講談社キャラクター文庫） - アンソロジー。収録作「貝稚児」を執筆。
- ミラキュラス レディバグ&シャノワール 今日からスーパーヒーロー！（2023年12月 ポプラ社） - 原作：ZAG、監修：東映アニメーション

### 漫画
- コンクリート・レボルティオ〜超人幻想〜 外伝 魔法少女天下御免！[12]（2016年9月 シリウスKC、シナリオ構成） - 鐘弘亜樹名義

## 脚本
太字はメイン。

### テレビアニメ
- プリキュアシリーズ
  - 魔法つかいプリキュア!（2016年） - 鐘弘亜樹名義[13]
  - HUGっと!プリキュア（2018年）[14]
  - キミとアイドルプリキュア♪（2025年）[15]
- ゲゲゲの鬼太郎（第6作）（2018年 - 2020年）[16]
- 爆釣バーハンター（2018年 - 2019年）[17]
- デュエル・マスターズシリーズ
  - デュエル・マスターズ!（2019年）
  - デュエル・マスターズ!!（2019年 - 2020年）[18]
  - デュエル・マスターズ キング（2020年 - 2021年）
  - デュエル・マスターズ キング!（2021年 - 2022年）
  - デュエル・マスターズ キングMAX（2022年）
  - デュエル・マスターズ WIN（2022年 - 2023年）
  - デュエル・マスターズ WIN 決闘学園編（2023年 - 2024年）
- ONE PIECE（2019年 - ）[19]
- ナカノヒトゲノム【実況中】（2019年）[20]
- メジャーセカンド（2020年）[21]
- おしりたんてい（2021年 - ）
- 宇宙なんちゃら こてつくん（2021年 - ）
- 妖怪ウォッチ♪（2021年 - 2023年）
- SCARLET NEXUS（2021年）[22]
- ウィッシュキャット（朝鮮語版）（2024年 - ）
- コウペンちゃん（2025年）
- 自称悪役令嬢な婚約者の観察記録。（2026年）

### Webアニメ
- ソードガイ The Animation（2018年） - 鐘弘亜樹名義[23]

### 特撮テレビドラマ
- 仮面ライダーガッチャード（2024年）[3]
- ナンバーワン戦隊ゴジュウジャー（2025年）[24]

### Webドラマ
- ぐでたま 〜母をたずねてどんくらい〜（2022年）

### 映画
- ナンバーワン戦隊ゴジュウジャー 復活のテガソード（2025年）[25]

## 作詞
- テガソード讃歌（2025年、『ナンバーワン戦隊ゴジュウジャー』の挿入歌）